# Leptailurus serval robertsi
Leptailurus serval robertsi es una subespecie de  mamíferos carnívoros  de la familia Felidae.

## Distribución geográfica
Se encuentran en África: al oeste del Transvaal.